# Серве, Жан
Жан Серве́ (фр. Jean Servais французский: [sɛʁvɛ]; 24 сентября 1912, Антверпен — 17 февраля 1976, XIII округ Парижа) — бельгийский актёр театра и кино, работал во французском кинематографе с 1930-х до начала 1970-х годов.

## Карьера
Жан Серве обучался в бельгийской консерватории драматических искусств, там он был награждён вторым призом. Его актёрские способности привлекли внимание Реймона Руло. Сэрвэ пригласили на работу в театр Марэ, где он играл в спектакле Le mal de jeunesse, имевшем успех в Брюсселе и в Париже. Сервэ также был членом труппы Жана-Луи Барро.
Его первой ролью в кино стала роль простого деревенского жителя, ставшего жертвой судебной ошибки в фильме Criminel (1932) (режиссёр Джек Форрестер). В 1930-е годы Серве продолжил сниматься в фильмах, сыграв роли в таких фильмах как La Chanson De L’Adieu (1934) и La Vie Est Magnifique (1938). После перерыва в актёрской деятельности вызванного второй мировой войной, он вернулся к работе на экране, сыграв в фильмах таких как La Danse De Mort (1948).
В 1950-х годах Серве снялся в криминальной драме Мужские разборки (1955) режиссёра Жюля Дассена где он сыграл роль лидера банды воров жемчуга. Кинокритик Франсуа Трюффо считал этот фильм лучшим в жанре нуар.
В 1957 году Серве снялся в другом фильме режиссёра Жюля Дассена He Who Must Die (Celui qui doit mourir). Он также снялся в фильме Луиса Бунюэля La fièvre monte à El Pao (1959) (Бунюэль выступил ка режиссёр и сценарист).
В 1950-х и 1960-х годах Серве вернулся в труппу театра Рено-Баро чтобы сыграть в нескольких пьесах таких как La Répétition ou l'Amour puni (1950), Volpone (1955), и Марат/Сад (1966).
В 1960-х годах Серве принял участие в крупных международных проектах. Он сыграл небольшую роль контр-адмирала Жаньяра в фильме Самый длинный день (1962) и в Человек из Рио (1964). Также он сыграл в фильмах Le Sahara brûle (1961), Un Soir Par Hasard (1964) и Avec la peau des autres (1966).
В начале 1970-х он сыграл в фильмах The Devil's Nightmare (1971) и в итальянском сериале жанра хоррор и в фильме Le Protecteur (1974).
Был женат на Жильбер Грэлло, потом на актрисе Доминик Бланшар (брак распался в 1976 году).
Жан Серве скончался 17 февраля 1976 года в Париже от остановки сердца в возрасте 65 лет, после операции. Похоронен на парижском кладбище Пасси.

## Избранная фильмография
- Отверженные (1934) — Мариус Понмерси
- Стеклянный замок (1950) — Реми Марсей
- Рыцарь ночи (1953) — владелец замка
- Мужские разборки (1955) — Тони из Сент-Этьена
- Герои устали, Les héros sont fatigués (1955) — Франсуа Северен
- В пятницу в половине двенадцатого... (1961) — Джипо
- Преступление не выгодно (1962) — Эрнест Воган
- Самый длинный день (1962) — контр-адмирал Робер Жаньяр
- Человек из Рио (1964) — профессор Норбер Каталан
- Пропавший отряд (1966) — генерал Мелье
- Сидящий одесную (1968) — командир

## Озвучивание
- Голос полковника Орлика в 33 м диске Le Secret de l'Espadon[9]

## Театр
- 1931 : Le Mal de la Jeunesse автор Фердинанд Брукнер, Théâtre du Marais г. Брюссель инсценировка Raymond Rouleau avec une reprise au Théâtre de l'Œuvre à Paris.
- 1933 : Métro автор Патрик Кирни, адаптация Georges Janin, инсценировка Georges Janin и Жан Серве, Театр Елисейских полей
- 1936 : L'Éblouissement автор Constance Coline, инсценировка Владимир Соколов, театр Эберто
- 1938 : Juliette автор Jean Bassan, инсценировка Paulette Pax, Théâtre de l'Œuvre
- 1938 : Le Jardin d’Ispahan автор Jean-Jacques Bernard, инсценировка Paulette Pax, Théâtre de l'Œuvre
- 1938 : L’Homme de nuit автор Paul Demasy, инсценировка Paulette Pax, Théâtre de l'Œuvre
- 1939 : Pas d’amis, pas d’ennuis автор S. H. Terac, инсценировка Paulette Pax, Théâtre de l'Œuvre
- 1942 : L’Enchanteresse автор Maurice Rostand, инсценировка Paulette Pax, Théâtre de l'Œuvre
- 1948 : Thermidor автор Claude Vermorel, инсценировка Théâtre Pigalle
- 1949 : Le Pain dur автор Поль Клодель, инсценировка André Barsacq, Théâtre de l’Atelier
- 1949 : Antigone автор Жан Ануй, инсценировка André Barsacq, Théâtre de l’Atelier
- 1949 : Héloïse et Abélard автор Роже Вайян, инсценировка Jean Marchat, Théâtre des Mathurins
- 1950 : La Répétition ou l'Amour puni автор Жан Ануй, инсценировка Jean-Louis Barrault, Théâtre Marigny
- 1951 : Bacchus автор Жан Кокто, Théâtre Marigny
- 1951 : Lazare автор André Obey, инсценировка Jean-Louis Barrault, Théâtre Marigny
- 1952 : La Répétition ou l'Amour puni автор Жан Ануй, инсценировка Jean-Louis Barrault, Théâtre des Célestins
- 1952 : L’Échange автор Поль Клодель, инсценировка Jean-Louis Barrault, Théâtre des Célestins
- 1953 : Pour Lucrèce автор Жан Жироду, инсценировка Jean-Louis Barrault, Théâtre Marigny
- 1953 : Médée автор Жан Ануй, инсценировка d'André Barsacq, Théâtre de l’Atelier
- 1955 : Volpone автор Жюль Ромен и Стефан Цвейг d’après Ben Jonson, инсценировка Jean-Louis Barrault, Théâtre Marigny
- 1955 : Judas автор Марсель Паньоль, инсценировка Pierre Valde, Théâtre de Paris
- 1959 : Бунт на «Кейне» автор Герман Воук, инсценировка André Villiers Théâtre des Célestins
- 1960 : La Nuit du 9 mars автор Jack Roffey et Gordon Harbord, адаптация Roger Féral, инсценировка Henri Soubeyran, Théâtre des Ambassadeurs
- 1962 : Гедда Габлер автор 'Генрик Ибсен, инсценировка Raymond Rouleau, Théâtre Montparnasse
- 1965 : Le Fil Rouge автор Henry Denker, инсценировка Raymond Rouleau, Tournées Baret
- 1966 : Partage de midi автор Paul Claudel, инсценировка Jean-Louis Barrault, театр Одеон
- 1966 : Марат/Сад автор Петер Вайс, инсценировка Jean Tasso и Gilles Segal, Театр де ла Вилль
- 1968: Ученик дьявола автор Бернард Шоу, инсценировка Jean Marais, Théâtre de Paris
- 1970 : Le Ciel est en bas автор János Nyíri, инсценировка János Nyíri, Théâtre de l’Athénée
- 1971 : L’Amante anglaise автор Marguerite Duras, инсценировка Claude Régy, Théâtre Récamier
- 1971 : Jeux d’Enfants автор Robert Marasco, инсценировка Raymond Gérôme, театр Эберто